# Ленакапавір
Ленакапавір (код розробки GS-6207) — препарат для лікування ВІЛ, розроблений біофармацевтичною компанією «Gilead Sciences».

## Історія
У травні 2019 року Управління з санітарного нагляду за якістю харчових продуктів та медикаментів США (FDA) надало статус проривної терапії для розробки Ленакапавіру для лікування інфекції ВІЛ-1 у пацієнтів з множинною лікарською стійкістю, які пройшли інтенсивний курс лікування, у поєднанні з іншими антиретровірусними препаратами.
В 2021 препарат знаходився у фазі 2/3 клінічних випробувань. Ленакапавір вивчали як засіб лікування пацієнтів з ВІЛ, інфікованих вірусом з множинною лікарською стійкістю, і як ін'єкційний препарат, що вводиться двічі на рік для передконтактної профілактики.
У 2024 році була опублікована інформація про завершення фази випробувань, де препарат показав 100%-ву ефективність, до того ж використання препарату не спричинило жодних суттєвих побічних ефектів. Два інші препарати, що беруть участь у порівняльному випробуванні, Truvada та Descovy показали 99%-ву ефективність.
У разі успіху в клінічних випробуваннях Ленакапавір стане першим у своєму класі інгібітором капсиду ВІЛ для лікування ВІЛ. Хоча більшість противірусних препаратів діють лише на одній стадії реплікації вірусу, Ленакапавір призначений для інгібування ВІЛ-1 на декількох стадіях його життєвого циклу і не має відомої перехресної стійкості до інших класів ліків.

## Медичне застосування
Ленакапавір, під торговою назвою Sunlenca, у комбінації з іншими антиретровірусними препаратами, показаний для лікування ВІЛ/СНІДу. Він використовується у дорослих, які пройшли значний курс лікування та мають множинну лікарську стійкість, у яких поточна антиретровірусна терапія неефективна через резистентність, непереносимість або міркування безпеки.
Ленакапавір, під торговою назвою Yeztugo, показаний для доконтактної профілактики для зниження ризику передачі ВІЛ-1 статевим шляхом у дорослих та підлітків вагою понад 35 кілограмів (77 фунт), які мають ризик інфікування ВІЛ-1.

## Суспільство та культура

### Правовий статус
У червні 2022 року Комітет з лікарських засобів для людини (CHMP) Європейського агентства з лікарських засобів (EMA) ухвалив позитивний висновок, рекомендувавши надати дозвіл на маркетинг для лікарського засобу Sunlenca, призначеного для лікування дорослих з мультирезистентною інфекцією вірусу імунодефіциту людини 1 типу (ВІЛ‑1). Заявником на цей лікарський засіб є Gilead Sciences Ireland UC.
Ленакапавір був схвалений для медичного застосування в Європейському Союзі в серпні 2022 року, у Канаді в листопаді 2022 року та в США в грудні 2022 року.
У лютому 2025 року FDA прийняло заявку Gilead Sciences на ленакапавір, що застосовується двічі на рік, за процедурою пріоритетного розгляду. FDA схвалило ленакапавір для профілактики ВІЛ у червні 2025 року. Для цього застосування він продаватиметься під торговою назвою Yeztugo.

### Економіка
Станом на  2024 препарат, вироблений Gilead Sciences, коштує US$42,250 за перший рік. Дослідження, представлене в липні 2024 року, показало, що масове виробництво генеричної версії дозволило б отримати 30% прибутку при річній ціні $40, якщо його використовуватимуть 10 мільйонів людей. Автори заявили, що для значного зниження рівня ВІЛ у світі, ймовірно, знадобиться, щоб 60 мільйонів людей приймали препарат профілактично.
Gilead Sciences встановила роздрібну ціну на Yeztugo у розмірі $28,218 у 2025 році.